# Straßensystem in Österreich
Im Straßensystem in Österreich kann man die Straßen nach verschiedenen Kriterien unterteilen.

## Einteilung nach der Straßenverkehrsordnung
In der Straßenverkehrsordnung sind folgende Unterscheidungen für Straßen angeführt:

### Unterteilung nach Örtlichkeit

#### Ortsgebiet
Ortsgebiet (§ 2 Abs. 1 Z. 15) ist das Straßennetz innerhalb der Hinweiszeichen Ortstafel (§ 53 Z. 17a) und Ortsende (§ 53 Z. 17b).

#### Freilandstraße
Freilandstraßen (§ 2 Abs. 1 Z. 16) sind Straßen außerhalb von Ortsgebieten und dürfen, sofern sie keine Autobahnen oder Autostraßen sind, von allen Verkehrsteilnehmern gleichermaßen benutzt werden. Ausgenommen von letzterem sind Straßen, die mit Benutzungsverboten (Fahrverbote für einzelne Fahrzeugarten, Gewichtsbeschränkungen etc., oder Fußgängerverbot) belegt sind.
Die zulässige Höchstgeschwindigkeit auf Freilandstraßen beträgt für PKW und Motorräder 100 km/h, mit schwerem Anhänger 80 km/h, für LKW 70 km/h, sofern die Behörde keine geringere Höchstgeschwindigkeit erlässt oder höhere Geschwindigkeit erlaubt (siehe § 20 Abs. 2).

### Besondere Straßen für den Kraftfahrzeugverkehr

#### Autobahn

Autobahn

Die Kennzeichnung der Autobahnen (§ 46 StVO) erfolgt durch das internationale Verkehrszeichen „Autobahn“ (nach StVO die Hinweiszeichen Beginn und Ende einer Autobahn).
Die zulässige Höchstgeschwindigkeit beträgt für PKW und Motorräder 130 km/h, mit Anhänger und für Autobusse 100 km/h, für LKW 80 km/h, sofern die Behörde keine geringere Höchstgeschwindigkeit erlässt oder höhere Geschwindigkeit erlaubt (siehe § 20 Abs. 2 StVO).
Eine Abschaffung oder Erhöhung der allgemeinen 130er-Geschwindigkeitsbegrenzung auf Autobahnen wurde gelegentlich öffentlich diskutiert. 2006/2007 wurde auf der Tauern Autobahn eine Teststrecke mit 160 km/h betrieben. Von August 2018 bis Februar 2020 galt auf zwei insgesamt 120 Kilometer langen Abschnitten der Westautobahn zwischen 5 und 22 Uhr testweise ein Tempolimit von 140 km/h für PKW.
Autobahnen dürfen nur von Kraftfahrzeugen benutzt werden, die eine Bauartgeschwindigkeit von mindestens 60 km/h aufweisen. Außerdem dürfen alle Verkehrsteilnehmer auf der Autobahn, soweit es die Umstände zulassen, nicht so langsam fahren, dass andere Verkehrsteilnehmer behindert oder gefährdet werden. Mit Fahrrädern, Motorfahrrädern, Microcars, Fuhrwerken oder auch zu Fuß dürfen Autobahnen nicht benutzt werden. Abschleppen mit Seil ist nur bis zur nächsten Ausfahrt erlaubt und das besonders gesichert und mit max. 30 km/h. Abschleppen mit Schleppstange (max. 40 km/h) ist auf der Autobahn erlaubt.
Autobahnen im Sinne des Bundesstraßengesetzes müssen auch Autobahnen im Sinne der Straßenverkehrsordnung sein. Dies bedeutet, dass sie Niveaufreiheit, baulich getrennte Richtungsfahrbahnen, Pannenstreifen und mindestens zwei Fahrstreifen pro Richtung aufweisen müssen. Schnellstraßen können ebenfalls straßenverkehrsrechtlich als Autobahn ausgeschildert sein, wenn diese alle Anforderungen hierzu erfüllen.
Autobahnen sind im Sinne der Straßenverkehrsordnung immer Freilandstraßen, auch wenn sie durch verbautes Gebiet führen. Deshalb befindet sich seit Festlegung dieser Bestimmung auch bei Autobahnauffahrten im Stadtgebiet immer das Verkehrszeichen „Ortsende“, zuvor konnte es auch auf einer Autobahn aufgestellt sein.

#### Autostraße

Autostraße

Die Kennzeichnung erfolgt durch das internationale Verkehrszeichen „Autostraße“ (nach StVO die Hinweiszeichen Beginn und Ende einer Autostraße).
Autostraßen (§ 47 StVO) sind nach StVO Vorrangstraßen. Auf ihnen gelten die im § 46 Abs. 1, 3 und 4 enthaltenen Bestimmungen über den Verkehr auf Autobahnen sinngemäß (Benützung nur mit Kraftfahrzeugen mit einer Bauartgeschwindigkeit von mindestens 60 km/h etc., nach Abs. 1; Verhalten bei Pannen nach Abs. 3; Verbote auf Autobahnen nach Abs. 4).
In der Regel unterscheiden sich Autostraßen von Autobahnen dadurch, dass ihre bauliche Ausgestaltung sparsamer erfolgt als die von Autobahnen. Die Bandbreite reicht daher von einem autobahnähnlichen Straßenquerschnitt bis hin zu einer herkömmlichen Landstraße. Die Höchstgeschwindigkeit auf Autostraßen beträgt wie auf Freilandstraßen für PKW und Motorräder 100 km/h, es sei denn, Verkehrszeichen erlauben eine andere Geschwindigkeit.
Autostraßen können im Sinne des Bundesstraßengesetzes sowohl Schnellstraßen als auch Landesstraßen sein. Im Gegensatz zu Autobahnen müssen Autostraßen nicht zwingend Freilandstraßen sein, sondern können im Sinne der Straßenverkehrsordnung durch das Ortsgebiet führen.

### Unterteilung nach Straßenbezeichnung
„Zur besseren Orientierung der Benützer von Straßen, insbesondere von Straßen, die dem zwischenstaatlichen Fernverkehr und dem binnenländischen Durchzugsverkehr dienen, hat die Behörde Straßen durch Verordnung mit Buchstaben oder Nummern zu bezeichnen.“ (§ 43 Abs. 5)

#### Europastraße

Europastraße

Der Verlauf einer Europastraße ist in Österreich mit dem Hinweiszeichen Internationaler Hauptverkehrsweg (§ 53 Abs. 1 Z. 18) ausgeschildert. Die Kennzeichnung erfolgt durch rechteckige Tafeln mit einem E in Verbindung mit einer Zahl in weißer Schrift auf grünem Grund und mit weißer Umrandung. Internationale Hauptverkehrswege (Europastraßen) sind immer Vorrangstraßen und in der Regel Autobahnen, Schnellstraßen oder Landesstraßen B.

#### Straße mit Vorrang

Straße mit Vorrang

Die Kennzeichnung einer Straße mit Vorrang erfolgt durch das quadratische Hinweiszeichen mit weißer Zahl auf blauem Grund (§ 53 Abs. 1 Z. 19). Die Erklärung zum Hinweiszeichen lautet: „Dieses Zeichen zeigt die Nummer (§ 43 Abs. 5) einer Vorrangstraße an.“
Historisch: Bis zur Übertragung der ehemaligen Bundesstraßen B in die Landesverwaltung zum 1. April 2002 lautete die Bezeichnung des Hinweiszeichens Bundesstraße mit Vorrang und „zeigt[e] den Verlauf einer Bundesstraße mit Vorrang an“.

#### Straße ohne Vorrang

Straße ohne Vorrang

Andere Straßen im Nummerierungssystem, die keine Straßen mit Vorrang sind, sind als Straße ohne Vorrang gekennzeichnet. Das zugehörige fast rechteckige Hinweiszeichen mit links und rechts begrenzenden Kreissegmenten zeigt die Zahl (im Beispielfoto: 1368) in schwarzer Schrift auf weißem Grund mit schwarzer Umrandung (§ 53 Abs. 1 Z. 21). Die Erklärung zum Hinweiszeichen lautet: „Dieses Zeichen zeigt die Nummer (§ 43 Abs. 5) einer nicht zur Vorrangstraße erklärten Straße an.“

### Vorrangstraße

Vorrangstraße

Die Kennzeichnung einer Vorrangstraße erfolgt durch das internationale Verkehrszeichen für eine Straße mit Vorrang als Vorschriftszeichen Vorrangstraße, deren „Beginn und Verlauf“ sowie „Ende“ nach § 52 lit. c) Z. 25a und 25b zu verordnen (ugs. beschildern) ist. In einmündenden Straßenzügen ist an der Kreuzung das internationale Verkehrszeichen Vorrang geben (Z. 23; ugs.: Nachrangtafel) zu verordnen (ugs. aufzustellen). Nimmt eine Vorrangstraße an einer Kreuzung einen besonderen Verlauf, so ist dieser mit einer Zusatztafel nach § 54 54 Abs. 5 lit. e) zu kennzeichnen.
Die Vorfahrtstraße in Deutschland ist der österreichischen Vorrangstraße ähnlich, jedoch nicht mit dieser gleichzusetzen, da mit der Verordnung von Vorfahrtstraße und Vorrangstraße teils wesentlich unterschiedliche Rechte und Pflichten verbunden sind.

#### Historisch: Bundesstraße ohne Vorrang

Historisch: Bundesstraße ohne Vorrang

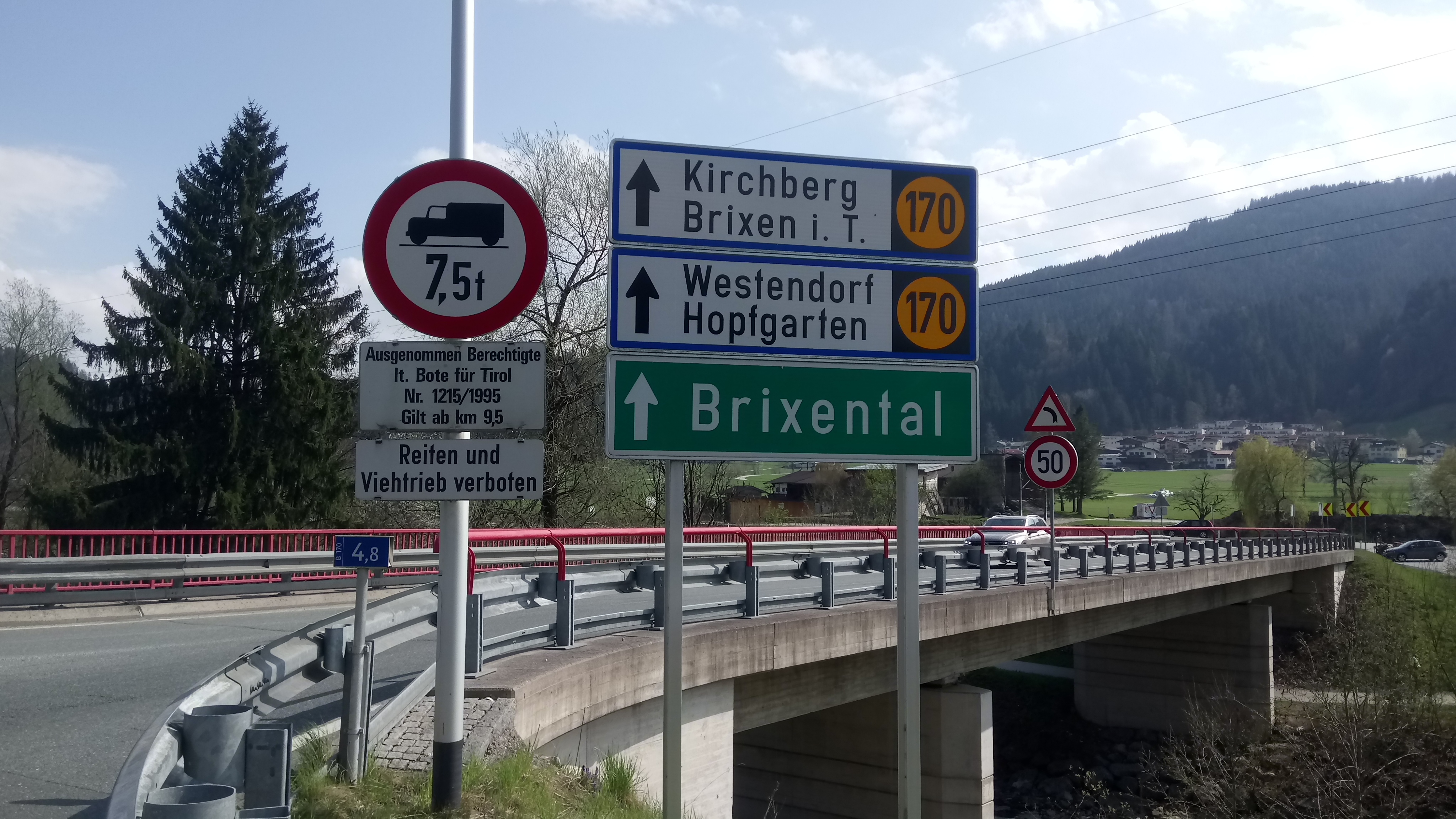
Obwohl diese Straßennummern Ende 2005 entfernt werden sollten, sind sie noch immer anzutreffen (April 2021)

Diese Straßenart traf auf die früheren Bundesstraßen B zu, die nicht als Vorrangstraßen verordnet waren (siehe oben „Straßen mit Vorrang“).
Das zugehörige Verkehrszeichen – kreisrundes Hinweiszeichen auf gelbem Grund mit schwarzer Zahl (§ 53 Abs. 1 Z. 20; im Beispielfoto: 25) – wurde mit der Übertragung der ehemaligen Bundesstraßen in die Landesverwaltung ersatzlos aus der Straßenverkehrsordnung genommen und darf nicht mehr verordnet (ugs.: aufgestellt) werden. Alle bestehenden „Tafeln“ sollten bis zum 31. Dezember 2005 von den Straßen entfernt werden. Dies wurde allerdings (Stand: April 2021) noch immer nicht vollständig umgesetzt, sodass derartige Hinweiszeichen vereinzelt immer noch zu sehen sind, wie z. B. die Beschilderungen
- der Brixentalstraße B 170 in Kirchbichl,
- der Stubaitalstraße B 183 in Fulpmes,
- der Bad Vöslauer Straße B 212 in Baden bei Wien,
- oder als besonderes Kuriosum die Erdöl Straße B 48 in Dobermannsdorf, die ausschließlich im Ortsgebiet von Dobermannsdorf als Bundesstraße ohne Vorrang ausgeschildert ist, aber im sonstigen Verlauf eine Straße mit Vorrang ist.

Auf weißen Wegweisertafeln wurde um das runde Feld für besseren Kontrast ein schwarzes Quadrat unterlegt, siehe Bild.

## Einteilung der Straßen nach dem Straßenerhalter
Der Straßenerhalter ist für den Zustand der Straßen verantwortlich. Andererseits bekommt der Straßenerhalter auch die auf der jeweiligen Straße kassierten Strafgelder.

### Bundesstraße nach Bundesstraßengesetz

#### Geschichte
Ein kaiserliches Patent aus dem Jahr 1726 bestimmte wichtige Durchgangsstraßen als Hauptkommerzialstraßen, diese wurden fortan auf Kosten des Staates unterhalten und ausgebaut, was teilweise durch Mautgebühren finanziert wurde. Im späten 19. Jahrhundert wurden diese Straßen als Reichsstraßen bezeichnet. In Grenzregionen mit hoher strategischer Bedeutung, beispielsweise entlang der italienischen Grenze, wurde der Straßenbau mit Staatsmitteln vorangetrieben.
Durch das Bundesgesetz vom 8. Juli 1921 wurden die ehemaligen Reichsstraßen in Österreich (mit einer Gesamtlänge von 3620 km) als Bundesstraßen übernommen. Die Verordnung der Bundesregierung vom 9. Juni 1933 erweiterte das Netz der Bundesstraßen, das fortan 4437 km umfasste.
Am 1. April 2002 wurden durch das Bundesstraßen-Übertragungsgesetz alle Bundesstraßen B an die Bundesländer übertragen, sind also nunmehr Landesstraßen. Als Bundesstraßen gelten daher nur noch Autobahnen (Bundesstraße A) und Schnellstraßen (Bundesstraße S).
Die Rechtsgrundlage für die Einteilung der Bundesstraßen ist das Bundesstraßengesetz 1971 in der Fassung vom 1. April 2002.
Im Jahr 2010 wurde das erste Mal begonnen, ein Teilstück einer ehemaligen Bundesstraße, der Horner Straße, in Form einer PPP zu errichten, bzw. zu erneuern und erweitern.

#### Autobahn und Schnellstraße
Autobahnen und Schnellstraßen sind Bundesstraßen. Der Bund hat 1982 die Erhaltungs- und Finanzierungsaufgaben an die staatliche Betreibergesellschaft ASFINAG übertragen.
Jede Autobahn und Schnellstraße hat einen Namen, der von einer Örtlichkeit oder Region abgeleitet ist und trägt darüber hinaus eine numerische Bezeichnung mit einem vorangestellten A bzw. S (z. B. West Autobahn A 1).
Mit der Änderung von 2006 des Bundesstraßengesetzes 1971 wurden sämtliche Unterscheidungen von Autobahnen und Schnellstraßen aufgehoben. Es existieren jedoch noch einige Schnellstraßen ohne Autobahnquerschnitt, welche laufend ausgebaut werden. Die Anforderungen für Bundesstraßen A und S wurden vom Gesetzgeber folgend formuliert:
1. „Die Bundesstraßen eignen sich für den Schnellverkehr im Sinne der straßenpolizeilichen Vorschriften, weisen keine höhengleichen Überschneidungen mit anderen Verkehrswegen auf und dienen nicht der lokalen Aufschließung.“
2. „Durch Anschlussstellen werden Verbindungen zum übrigen öffentlichen Straßennetz hergestellt. Anschlussstellen auf Rampen von Anschlussstellen und Zu- und Abfahrtsstraßen sind unzulässig. Außer am Anfang oder Ende einer Bundesstraße sind Anschlussstellen niveaufrei auszuführen.“

Da die Straßenverkehrsordnung keine Schnellstraße kennt, sind diese je nach Straßenquerschnitt entweder als Autobahn oder als Autostraße ausgeschildert. Autobahnen hingegen sind immer auch straßenverkehrsrechtlich Autobahnen.
Bei neuen Bauprojekten von Autobahnen und Schnellstraßen werden auch private Unternehmen im Zuge von Public-Private-Partnership-Modellen am Betrieb und den Mauteinnahmen beteiligt. Das erste derartige Vorhaben, für das die Bonaventura Straßenerrichtungs-GmbH den Zuschlag erhielt, ist das Ende Jänner 2010 fertiggestellte „Projekt Y“ (Teilabschnitte der Nord Autobahn A 5, Wiener Außenring Schnellstraße S 1 und Wiener Nordrand Schnellstraße S 2).
Die ersten Planungen gehen auf die Reichsautobahn während der Zeit des Nationalsozialismus zurück. Es wurde auch schon damals das erste Stück der Westautobahn bei Salzburg gebaut.
Auf Autobahnen und Schnellstraßen besteht Vignetten- bzw. Mautpflicht.

### Landesstraße
Landesstraßen werden von den jeweiligen Bundesländern erhalten. In Wien sind Landesstraßen naturgemäß zugleich auch Gemeindestraßen.

#### Landesstraße B und HauptstraßeB
Am 1. April 2002 wurden alle Bundesstraßen, die keine Autobahnen oder Schnellstraßen waren, an die Länder übertragen. Diese ehemaligen Bundesstraßen B tragen weiterhin die Abkürzung B sowie einen von der Region abgeleiteten Namen, z. B. Brünner Straße (B 7). Umgangssprachlich werden diese Straßen nach wie vor als Bundesstraßen bezeichnet. In Vorarlberg wurde die Bezeichnung B durch L ersetzt. In Wien lautet die Bezeichnung Hauptstraße B.

#### Landesstraße L und HauptstraßeA
Diese Straßen sind die ehemals regional hochrangigen Straßen, die (mit Ausnahme von Vorarlberg) nie in Bundesverwaltung waren.
Sie haben die Abkürzung L. Diese Straßen tragen je nach Verkehrsbedeutung eine ein- bis vierstellige Nummer, die aber meist nicht ausgeschildert ist und vorwiegend administrativen Zwecken dient. Bis 1999 existierte in manchen Bundesländern die Bezeichnung LH für Landeshauptstraße. In Wien lautet die Bezeichnung Hauptstraße A, es existiert jedoch keine Nummerierung.

### Gemeindestraße
Gemeindestraßen haben keine eigene Kennzeichnung und keine Nummern, sondern werden nur mit den von der Gemeinde vergebenen Straßennamen bezeichnet oder bleiben namenlos (außerhalb des Ortsgebiets). Sie werden dann mit der Ortschaft bezeichnet, die ja auch eine Hausnummernzone ist, wechseln also ihre Bezeichnung je nach Ort.
Da Wien gleichzeitig eine Gemeinde und ein Bundesland ist, sind Gemeindestraßen gleichzeitig Landesstraßen. Diese sind in Nebenstraßen, Hauptstraßen A (entsprechend einer Landesstraße L in anderen Bundesländern) und Hauptstraßen B (ehemalige Bundesstraßen B, diese tragen weiterhin eine Nummer) eingeteilt.

### Privatstraße
Privatstraßen sind Straßen, die sich nicht in der Baulast der öffentlichen Hand befinden, sondern im Eigentum einer natürlichen oder juristischen Person. Es kann sich hierbei z. B. um Zufahrten zu einem Einkaufszentrum handeln, wo das ganze System als eine Privatstraße behandelt wird. Tankstellen sind in der Regel privat, auf Autobahnen jedoch Teil der Autobahn.
Man erkennt eine Privatstraße oft an einem Schild mit der Aufschrift Hier gilt die StVO oder einer Fahrverbot-Tafel „ausgenommen …“. Privatstraßen dürfen in der Regel nur vom Anrainerverkehr benutzt werden. Die Straßenverkehrsordnung gilt auch auf Privatstraßen, wenn sie von jedermann zu den gleichen Bedingungen benutzt werden können. Auf sonstigen Privatstraßen gilt sie dann, wenn der Straßenerhalter nichts anderes angeordnet hat.

#### Öffentliche Privatstraße
Eine Sonderstellung nimmt die Öffentliche Privatstraße ein. So definiert etwa das Tiroler Straßengesetz im § 34 (Abschnitt Öffentliche Privatstraßen) – andere Bundesländer dementsprechend:

„Öffentliche Privatstraßen sind jene nicht zu einer anderen Gruppe öffentlicher Straßen gehörenden Straßen, die
a) von dem über die Straße Verfügungsberechtigten durch Erklärung gegenüber der Behörde dem Gemeingebrauch gewidmet werden oder
b) unabhängig vom Willen des über die Straße Verfügungsberechtigten seit mindestens 30 Jahren der Deckung eines dringenden öffentlichen Verkehrsbedürfnisses dienen.“

Zu diesem Typ gehören auch einige der wichtigsten Passstraßen – und auch Ausflugsstraßen – Österreichs, so die Großglockner Hochalpenstraße Salzburg – Kärnten, die Gerlos Alpenstraße Salzburg – Nordtirol (beide im Besitz der GROHAG) oder die Silvretta-Hochalpenstraße Tirol – Vorarlberg (Illwerke). Es handelt sich typischerweise um mautpflichtige Straßen. Eine Sonderstellung nimmt hier die Nordrampe der Großglocknerstraße Bruck – Fusch ein, die, obwohl im Besitz der GROHAG, als Landesstraße L (L 271) ausgewiesen ist. Erst nach sieben Kilometern erfolgt die Mauteinhebung in Ferleiten. Bis zur Abschaffung der Bundesstraße waren auch Gerlos- (ehem. B 165) und Silvrettastraße (B 188) in einen Bundesstraßenzug eingebunden. Da für Erhaltung und Wartung der Besitzer bzw. Betreiber zuständig ist, wird über diese öffentlichen Privatstraßen meist eine Wintersperre verhängt.
Daneben gibt es zahlreiche Privatstraßen, die etwa als öffentliche Interessentenstraße oder als nichtöffentliche Straße erstellt wurden, heute aber öffentlich genutzt werden (so etwa die als Güterweg angeschriebenen ländlichen Nebenstraßen).

#### Interessentenstraße: Güterweg, Forststraße
Güterwege und Forststraßen werden von einem privaten Straßenerhalter, einer Interessensgemeinschaft (oft auch gemeinsam von Privatanrainern und Gebietskörperschaften) oder einem Bundesland erhalten. Für Güterwege bestehen meist nur Zufahrtsrechte für Anrainer oder Anrainerverkehr. Ebenfalls nur eingeschränkte Zufahrtsrechte bestehen für Forststraßen.

### Konkurrenzstraße
Der nicht sehr häufige Begriff der Konkurrenz ist eine Organisationsform für einen Verband, insbesondere für die Errichtung und Erhaltung einer Straße, und stammt noch aus Monarchiezeiten. Als Konkurrenzstraßen werden jene bezeichnet, bei denen die Kosten der Errichtung oder Erhaltung auf mehrere Partner aufgeteilt sind und dies auch genau vertraglich geregelt ist, und deren Bauträger eine eigenständige Rechtsperson darstellt. Auch andere in dem Zusammenhang stehende Bauwerke, wie Brücken oder ähnliches, werden als Konkurrenzobjekte bezeichnet.

### Erhaltungsträger der Straßen
Bundesstraßen werden von den Autobahnmeistereien der Asfinag, Landesstraßen von den Straßenmeistereien der Bundesländer erhalten. Für die Gemeindestraßen sind die Gemeinden selbst zuständig, für Privatstraßen Private. Es gibt auch Abkommen, wo bestimmte Straßenstücke von den jeweils anderen Stellen, speziell bei der Schneeräumung, gewartet werden.

## Rechtsquellen
- Bundesstraßengesetz 1971 (BStG 1971) StF: BGBl. Nr. 286/1971 (i.d.g.F., ris.bka) – Anhang Verzeichnisse Bundesstraßen A (Bundesautobahnen) und Bundesstraßen S (Bundesschnellstraßen).

Landesrecht – Übersicht über die Landesstraßen
- Niederösterreich: NÖ Landesstraßenverzeichnis (ris.bka).
- Steiermark: Straßenverzeichnis – Steiermark. (verkehr.steiermark.at).
- Wien: Verordnung des Wiener Gemeinderates betreffend Feststellung der Hauptstraßen und Nebenstraßen. (wien.gv.at).

historisch
- Bundesstraßengesetz vom 18. Februar 1948 i.d.F. BGBl. Nr. 49/1948 (pdf, ris.bka) – Bundesstraßenverzeichnisse A–D